# Ager publicus
Áger públicus (а́гэр пу́бликус, с лат. — «Общественная земля, общественное поле») — земля, находившаяся в собственности Римского государства.
Традиционно фонд ager publicus пополнялся за счёт захвата части земель италиков. На некоторые участки ager publicus выводились римские колонии, однако многие участки обрабатывались как мелкими, так и крупными арендаторами. Со временем крупные арендаторы вытеснили мелких и стали считать ager publicus своей собственной землёй. Поскольку крупные землевладельцы чаще использовали труд рабов вместо наёмного труда вытесненных ими свободных, число безземельных крестьян увеличивалось.
В 133 до н. э. народный трибун Тиберий Семпроний Гракх потребовал ограничить размер земельного участка 500 югерами (125 га) с дополнительными 250 югерами на каждого взрослого сына (но не более двух), а освободившуюся землю разделить участками по 30 югеров (7,5 га) без права продажи. За изъятие земли крупным землевладельцам выплачивалось вознаграждение. После определённых трудностей, связанных с сопротивлением крупных землевладельцев lex Sempronia Agraria был проведён. Для выполнения решения была создана комиссия из трёх человек (триумвиров), в которую вошли Тиберий и Гай Семпронии Гракхи, а также тесть Тиберия Аппий Клавдий Пульхр. После убийства Тиберия Гракха выполнение закона было на время остановлено, пока младший брат Тиберия, Гай Семпроний Гракх, не восстановил работу комиссии. После вынужденного самоубийства Гая Гракха было принято несколько законов, которые фактически приостановили передел земли.